# Michael Danzinger

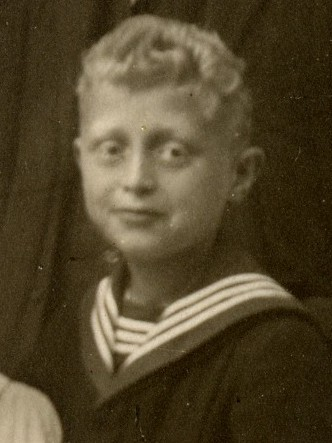
Michael Danzinger im Alter von etwa sechs Jahren

Karl Michael Andreas Danzinger (* 17. Oktober 1914 in Wien; † 20. August 2007 ebenda) war ein österreichischer Pianist, Unterhaltungskünstler und Komponist.

## Leben
Michael Danzinger entstammte einer alten Musikerfamilie aus Gottesgab (heute Boží Dar) im Erzgebirge. Schon sein Großvater Karl Theodor Johann Unger (1846–1923), Mitglied der Wiener Philharmoniker, war Musiker in der dritten Generation. Danzinger studierte Philosophie, Latein und Leibeserziehung in Wien. Am Wiener Konservatorium lernte er Violine und brachte sich autodidaktisch das Klavierspielen bei. Seine musikalische Karriere begann er in Heidelberg, wo er in einem Club im amerikanischen Kriegsgefangenenlager spielte. Nach dem Krieg fing er beim Österreichischen Rundfunk zu arbeiten an, zunächst bei der RAVAG, wo er die Sendung Improvisationen am Klavier gestaltete. Im Funkhaus Wien  gründete Danzinger eine Combo. Nach einer mehrjährigen regen Auslandstätigkeit mit Konzerten in der Schweiz, in Schweden, Dänemark und Deutschland spielte er sowohl im Funkhaus als auch im neu gebauten ORF-Zentrum.
Mit Ernst Hagen entwickelte Michael Danzinger 1967 die ORF-Sendung Seniorenclub, deren musikalischer Leiter er war und die er auch bis zur letzten Sendung im Jahr 2000 musikalisch begleitete. Ende der 1960er Jahre veranstaltete er mit Hagen erste Senioren-Clubabende in den neben dem Wiener Rathaus gelegenen Clubräumen des Loyality-Clubs, dessen Präsident Hagen damals war. Jeden Samstag spielte Danzinger u. a. vierhändig mit Robert Stolz einige der populärsten Stolz-Nummern. Die ersten Sendungen des Seniorenclubs wurden dort aufgezeichnet. Dann übersiedelte die Produktion ins Ronacher, um nach einem Jahr ins neue ORF-Zentrum am Küniglberg einzuziehen. Für seine langjährige Mitwirkung erhielt Danzinger den Professorentitel und das Silberne Ehrenzeichen für Verdienste um das Land Wien. „Prof. Danzinger war am Klavier das musikalische Wahrzeichen dieser Sendung und begleitete unzählige Künstler bei ihren Darbietungen.“ Die beschwingte Titelmelodie des Seniorenclubs namens Holidays stammte ebenfalls aus seiner Feder.
Er musizierte mit Künstlern aus der Oper und der Unterhaltungsbranche, spielte in Martin Flossmanns Simpl-Revue und nahm mit Künstlern wie Greta Keller, Liane Augustin und anderen von Amadeo (Plattenlabel) 38 Langspielplatten auf.

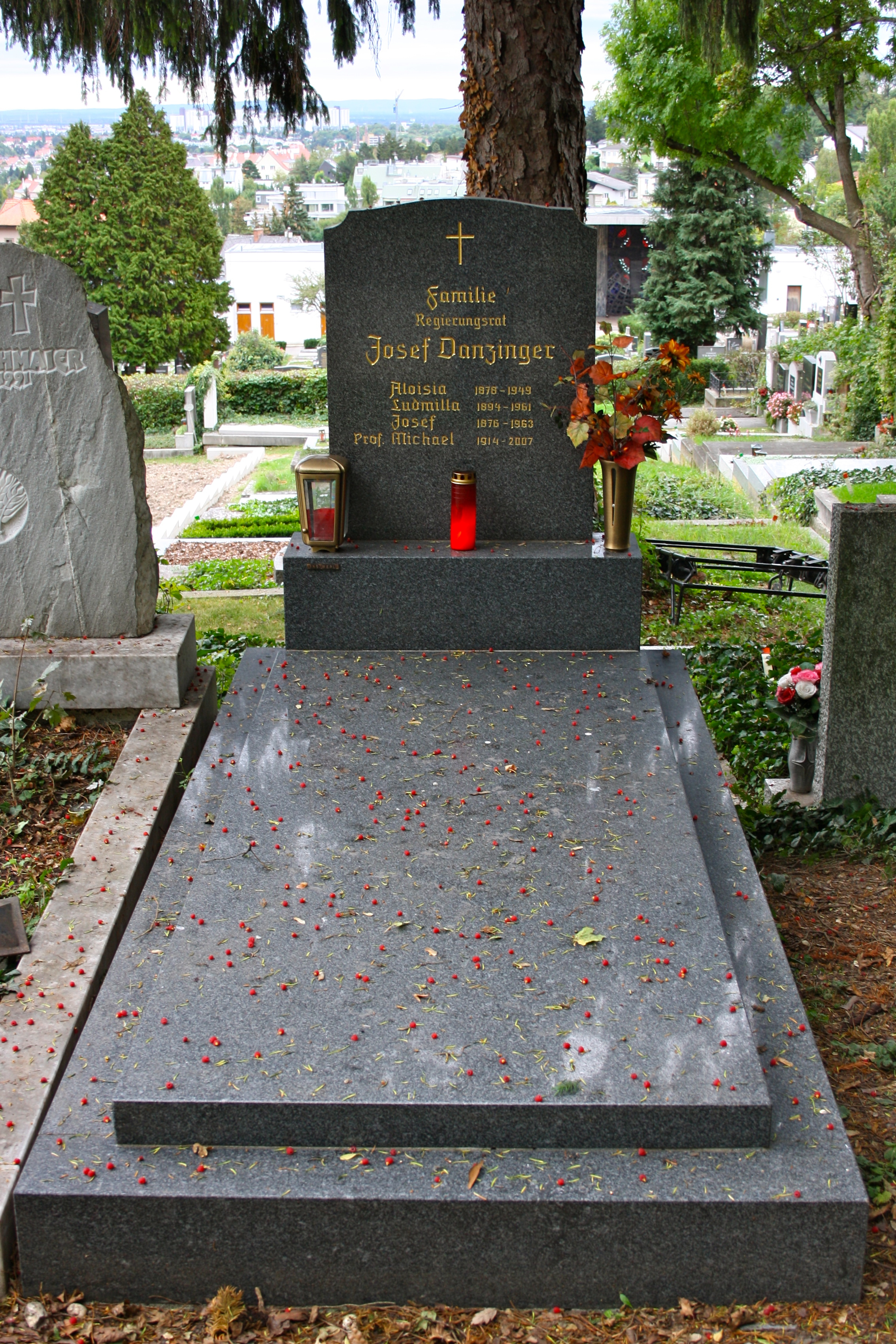
Grab von Michael Danzinger am Ober Sankt Veiter Friedhof

Michael Danzinger starb am 20. August 2007 im Alter von 92 Jahren in Wien und wurde auf dem Ober-St.-Veiter Friedhof (Gruppe E, Reihe 9, Nummer 28) beigesetzt.